# Ephesia conjux
Ephesia conjux là một loài bướm đêm trong họ Noctuidae.